# 金庆焕
金庆焕（1934年10月25日—2024年5月22日），浙江临海人，中国海洋地质、油气地质学家。

## 生平
曾就读于浙江省回浦中学，1952年9月考入浙江大学土木系。后在苏联留学，获苏联地质学副博士学位。曾主持或参与一批重要地勘和科技报告，为油气远景评价和突破作出贡献。参与或主持了多部地质专著编写，为南海地质和大洋矿产资源研究作出贡献。曾获国家科技进步奖一等奖、二等奖各一次，李四光地质奖一次，地矿部、国土资源部、中科院科技成果一等奖各一次。1997年当选中国工程院院士。